# Tükör (hetilap, 1964–1989)
A Tükör képes politikai és társadalmi hetilap volt, amely 1964-ben indult és 1989-ben szűnt meg. Szerkesztőség: Budapest VIII., Gyulai Pál u. 14. Főszerkesztői: 1964. március 16-tól Bognár Károly, 1968. április 16-tól Vető József, 1974. november 5-től dr. Ibos Ferenc. Kiadta a Hírlapkiadó, majd a Lapkiadó Vállalat, nyomta az Athenaeum. Főcíme az 1976/13. lapszámtól Új Tükör-re változott, ekkortól a főszerkesztő Csanádi Imre költő, később 1986-tól megszűnéséig Fekete Sándor író. INDEX: 25817. Oldalszáma kezdetben 30, majd 32, az Új Tüköré 48.
A színes és fekete-fehér fényképekkel gazdagon illusztrált, nívós lap mindenféle témát felölelt, de fő profilja a kultúra és a közélet volt. Politikai-társadalmi aktualitású cikkeiben tárgyilagosságra törekedett, a vonalas, ideologizált hangvételt általában mellőzte. Kitűnő fényképanyagával, a remek színes képekkel – köztük az emlékezetesen jó címlapfotókkal –, olvasmányos stílusban megírt, érdekes riportjaival, tudósításaival (túlnyomórészt az irodalom, képzőművészet, filmek, zenei és színházi élet; szociográfia, kriminalisztika; nemzetközi, hazai és helyi politika; ipar és mezőgazdaság; urbanisztika; szabadidő, utazás, divat, életmód, sport témaköréből), melyeket állandó rovatok, glosszák, karcolatok, folytatásos történetek, Kaján karikatúrái, ismert és kevésbé ismert művészek rajzai, grafikái, valamint tévéműsor, rejtvények, humor és hirdetések – sokszor egész oldalas, címlapos reklámok – egészítettek ki, méltán vált az egyik legolvasottabb képes hetilappá, főleg a magasabban kvalifikált rétegek körében. Címe a kulturális életben hivatkozási alap lett, logója – vörös négyzetben fehér, markáns, talpas „T” – a korszak hazai sajtójának egyik szimbóluma.

## Állományadatok
1. évfolyam (1964) – 26. évfolyam (1989: 1-53.)